# Tjasker Bleskensgraaf
De tjasker in Bleskensgraaf, in de Nederlandse gemeente Molenlanden, is een paaltjasker die in 1987 is gebouwd in opdracht van A. Schouten, eigenlijk uit liefhebberij. De tjasker staat bij de Wingerdse Molen en is regelmatig in bedrijf. Het is de enige tjasker in Zuid-Holland; de meeste molens van dit type zijn in Friesland en de noordwesthoek van Overijssel te vinden.
Tjasker Bleskensgraaf is een gemeentelijk monument.

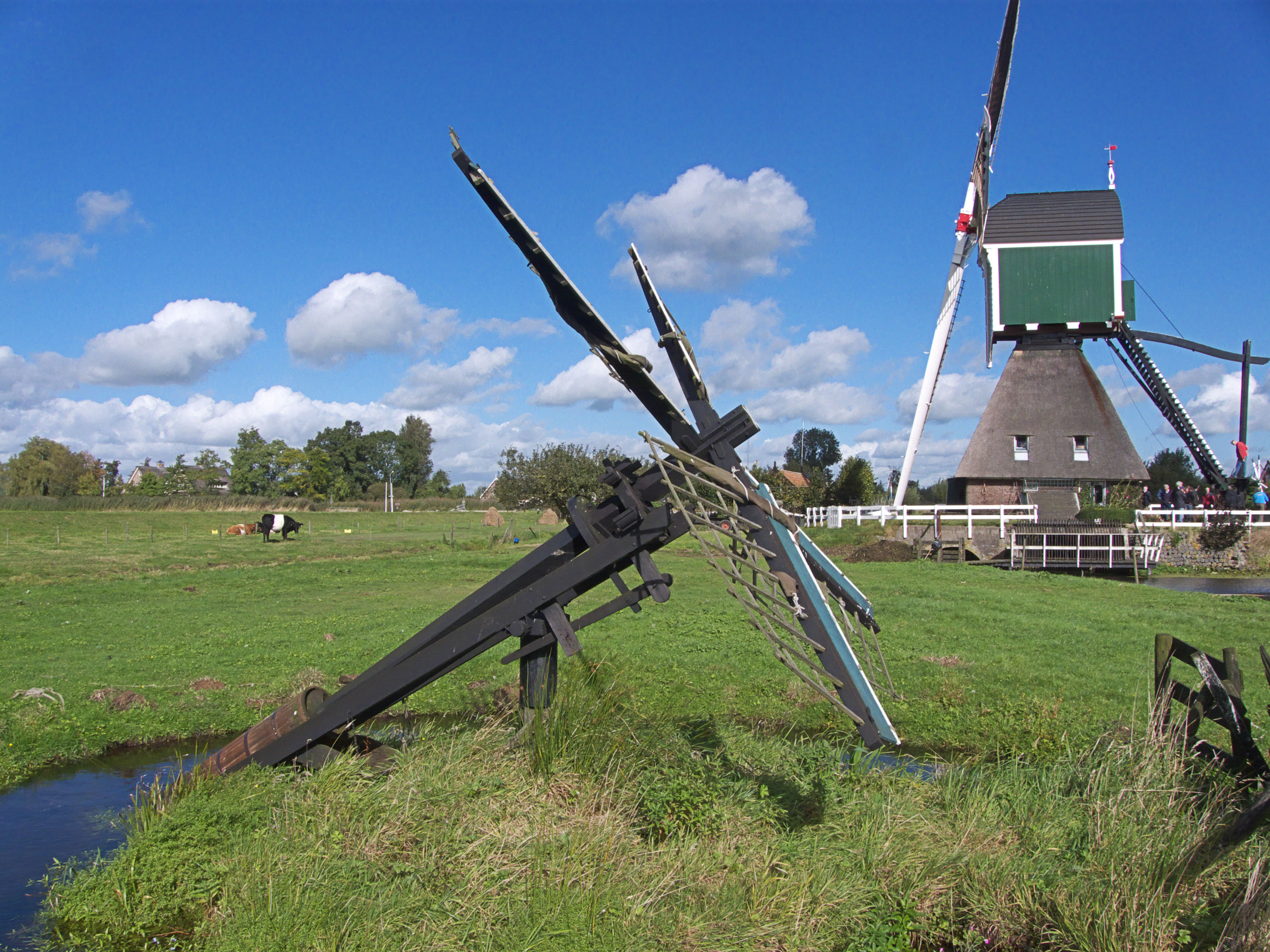
Met Wingerdse molen
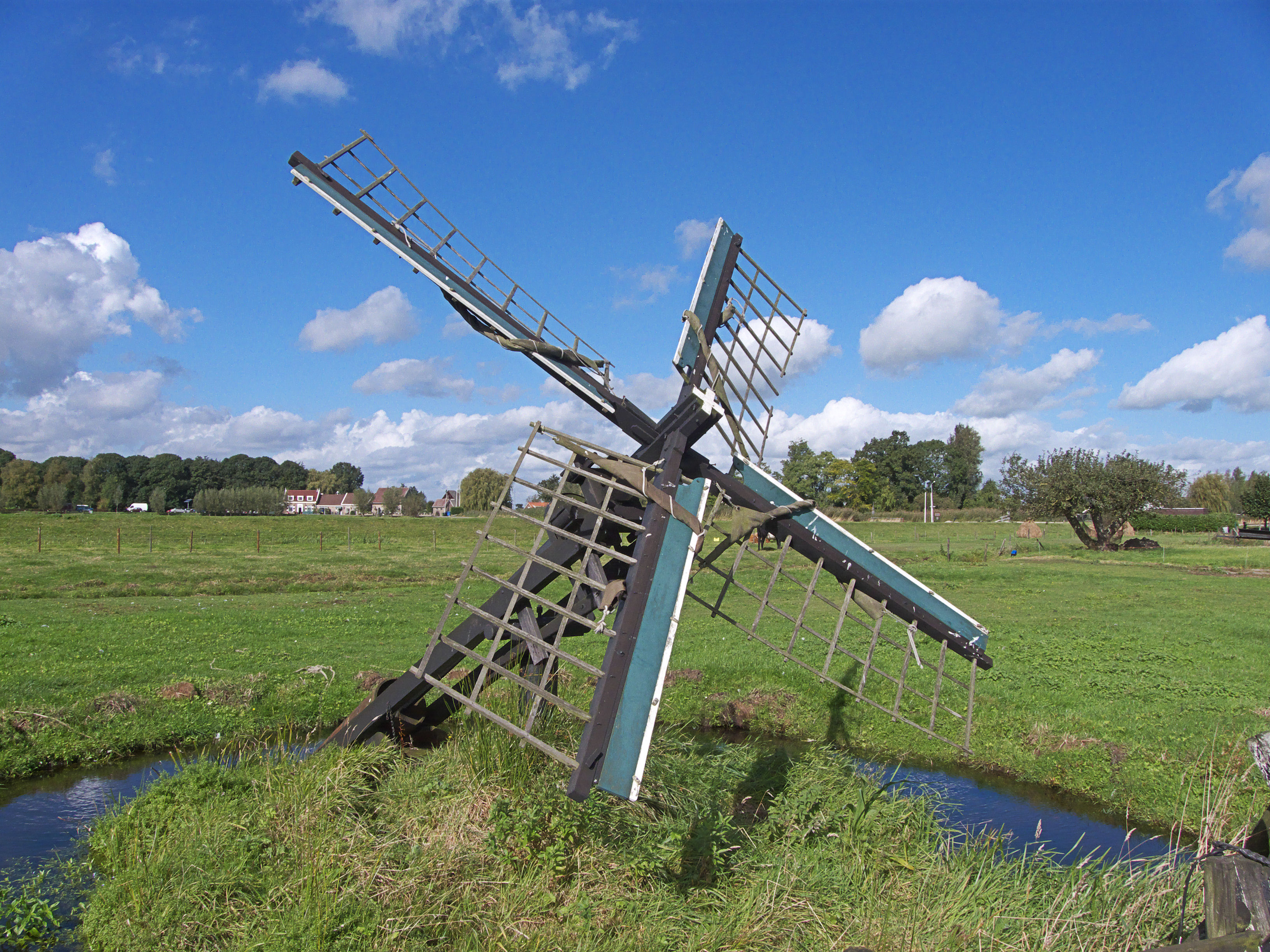
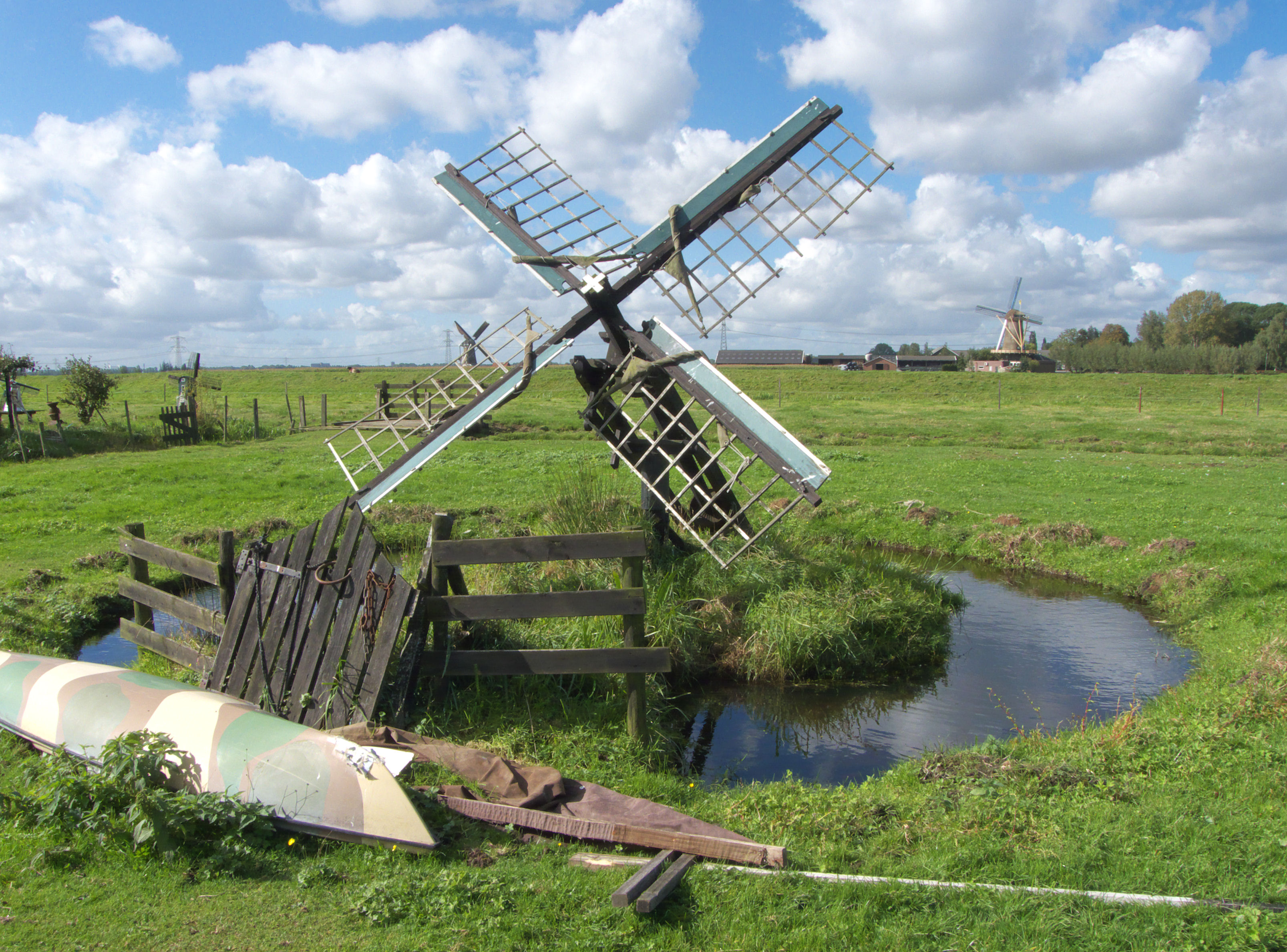
Op de achtergrond: De Peilmolen (links) en De Hoop (rechts)
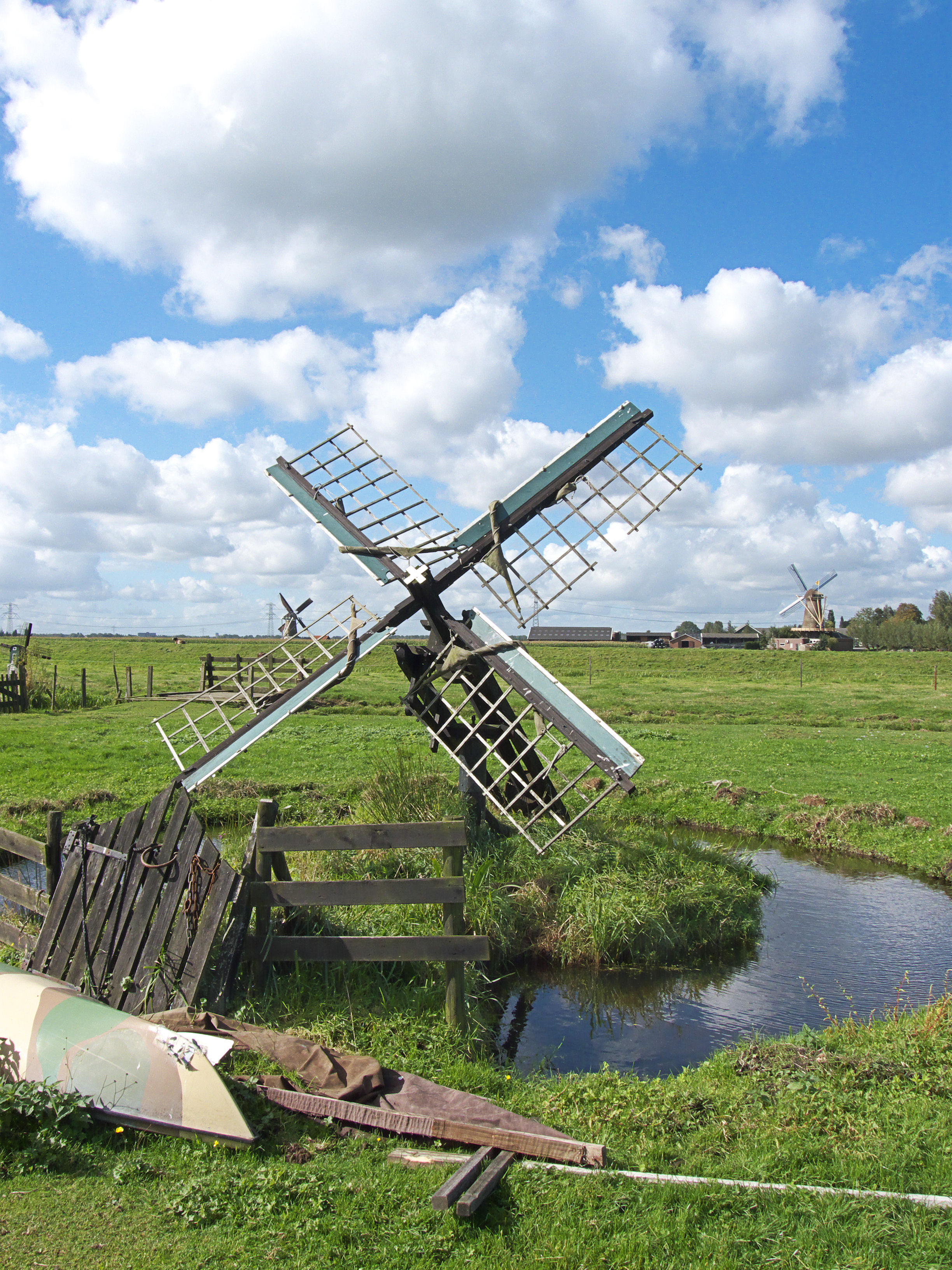
Op de achtergrond: De Peilmolen (links) en De Hoop (rechts)
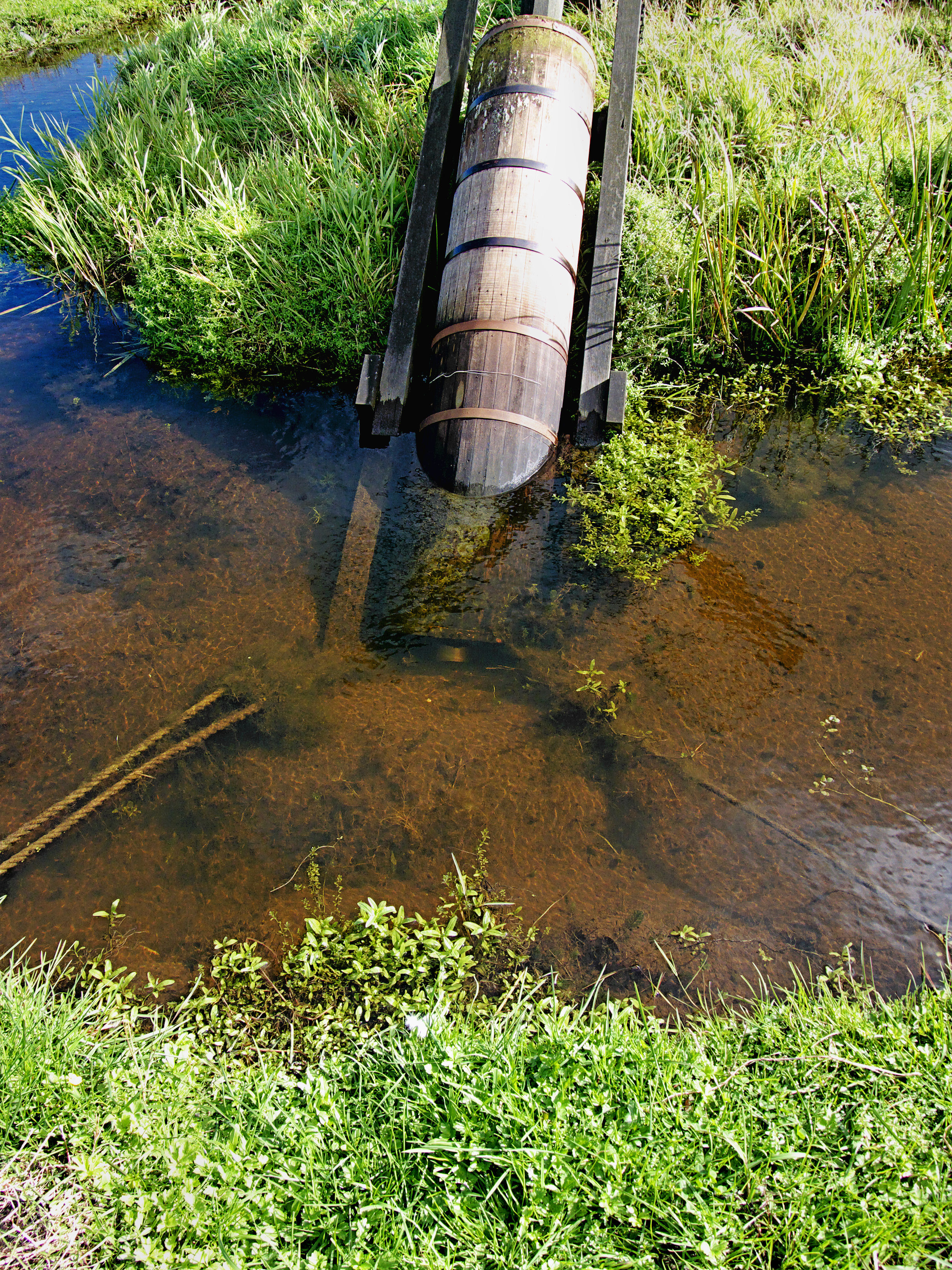
De ton